# Biatomar
Als biatomar wird eine chemische Verbindung bezeichnet, die aus zwei Atomen zusammengesetzt ist. Dabei können die Atome von demselben oder von unterschiedlichen Elementen stammen.
Die Halogene Fluor, Chlor, Brom und Iod sind Elemente, die in der Gasphase im biatomaren Zustand E2 (E steht für das jeweilige Element) vorliegen. Der Grund dafür ist das unvollständig besetzte Valenzelektronen-Niveau. Den Halogenen fehlt ein Elektron zur Erreichung eines stabilen Oktetts, das durch das Teilen eines Elektronenpaars (Einfachbindung) mit einem zweiten Atom hergestellt wird. Ebenso stabilisiert Wasserstoff sein Valenzelektronen-Niveau. Abweichend von der Oktettregel wird dieses dadurch nur mit zwei Elektronen (Helium-Konfiguration) besetzt, da keine weiteren Orbitale zur Verfügung stehen. Sauerstoff fehlen zwei, Stickstoff drei Elektronen zur Erreichung des Oktetts,  weswegen sie in der Gasphase über die Ausbildung einer Doppelbindung (zwei gemeinsame Elektronenpaare) bzw. Dreifachbindung (drei gemeinsame Elektronenpaare) biatomar vorliegen. Bei den Elementen bezeichnet man mehratomiges – im Gegensatz zu atomarem Vorkommen – auch als „molekular“.
Beispiele für biatomare Verbindungen mit zwei Atomen von unterschiedlichen Elementen sind Kohlenmonoxid (CO) und Fluorwasserstoff (HF). Die Gruppe aller chemischen Verbindungen aus zwei unterschiedlichen Elementen wird auch – unabhängig von der Anzahl der Atome – als „binäre Verbindungen“ bezeichnet.